# Ulf Johansson (sciatore)
Ulf Lennart Johansson (Tibro, 26 maggio 1967) è un ex biatleta svedese.

## Biografia
In Coppa del Mondo ottenne il primo risultato di rilievo 11 marzo 1988 a Oslo Holmenkollen (47°), il primo podio il 16 gennaio 1993 a Oberhof/Val Ridanna (2°) e l'unica vittoria il 21 gennaio successivo ad Anterselva.
In carriera prese parte a due edizioni dei Giochi olimpici invernali, Albertville 1992 (14° nella sprint, 64° nell'individuale, 3° nella staffetta) e  Lillehammer 1994 (20° nella sprint, 42° nell'individuale, 11° nella staffetta), e a quattro dei Campionati mondiali (5° nella staffetta a Lahti 1991 il miglior risultato).

## Palmarès

### Olimpiadi
- 1 medaglia:
  - 1 bronzo (staffetta[2] ad Albertville 1992)

### Coppa del Mondo
- Miglior piazzamento in classifica generale: 12º nel 1993
- 2 podi (entrambi individuali[1]), oltre a quello ottenuto in sede olimpica e valido anche ai fini della Coppa del Mondo:
  - 1 vittoria
  - 1 secondo posto

#### Coppa del Mondo - vittorie
| Data            | Località   | Nazione | Specialità |
| --------------- | ---------- | ------- | ---------- |
| 21 gennaio 1993 | Anterselva | Italia  | IN         |

Legenda:

IN = individuale